# Петропавловка (Московская область)
Петропавловка — деревня в Чеховском районе Московской области, в составе муниципального образования сельское поселение Стремиловское (до 28 февраля 2005 года входила в состав Стремиловского сельского округа).

## Население
| 2002 | 2006 | 2010 |
| ---- | ---- | ---- |
| 1    | ↗2   | ↘1   |

## География
Петропавловка расположена примерно в 14 км на юго-запад от Чехова, на безымянном левом притоке реки Нара,
высота центра деревни над уровнем моря — 173 м. На 2016 год в Петропавловке зарегистрировано 1 садовое товарищество.